# Cirrhilabrus rubrimarginatus
Cirrhilabrus rubrimarginatus Randall, 1992 è un pesce d'acqua salata appartenente alla famiglia Labridae.

## Distribuzione e habitat
Proviene dalle barriere coralline dell'oceano Pacifico; viene trovato dalle Isole Ryukyu, Figi, Tonga, Giappone, Vanuatu, Indonesia, Palau e Filippine. Nuota fino a 30 m di profondità.

## Descrizione
Presenta un corpo allungato, leggermente compresso lateralmente e con la testa dal profilo non particolarmente appuntito. La lunghezza massima registrata è di 12,2 cm.
Le femmine sono prevalentemente rosa-marroni, a volte con una piccola macchia nera sul peduncolo caudale e le pinne giallastre.
I maschi sono dello stesso colore, ma le loro pinne sono verdi; la pinna caudale, che ha il margine arrotondato, e la pinna dorsale hanno inoltre il bordo rosso. Gli occhi sono arancioni, e negli esemplari più grossi le pinne pelviche sono allungate a formare dei filamenti.

## Comportamento
Gli esemplari adulti nuotano in banchi anche abbastanza ampi, che possono essere composti anche da più di 40 esemplari.

## Conservazione
Questa specie viene classificata come "a rischio minimo" (LC) dalla lista rossa IUCN perché è diffusa in alcune aree marine protette ed a parte la cattura per l'acquariofilia, comunque non così frequente da essere una vera minaccia, per essa non esistono pericoli.